# Mikheil Nariashvili

a Compétitions nationales et continentales officielles uniquement.

b Matchs officiels uniquement.
Dernière mise à jour le 30 juin 2024.
Mikheil Nariashvili (en géorgien : მიხეილ ნარიაშვილი et phonétiquement en français : Mikhéïl Natriachvili), né le 25 mai 1990 à Tbilissi (ex-URSS, actuellement Géorgie), est un joueur de rugby à XV international géorgien évoluant au poste de pilier au sein de l'effectif du Montpellier Hérault rugby.

## Biographie
Mikheil Nariashvili rejoint le centre de formation du Montpellier HR en juillet 2010. Lors de cette première saison avec le club héraultais, il remporte le championnat de France juniors Reichel en 2011. Il dispute son premier match en Top 14 la saison suivante, le 14 octobre 2011, contre l'Aviron bayonnais au stade Jean-Dauger. Le 11 février 2012, il honore sa première cape internationale en équipe de Géorgie  contre l'Espagne. Il signe son premier contrat professionnel avec Montpellier lors de la saison 2012-2013 pour une durée de trois ans.
En mai 2017, il est sélectionné dans le groupe des Barbarians par Vern Cotter pour affronter l'Angleterre, le 28 mai à Twickenham puis l'Ulster à Belfast le 1er juin. Titulaire lors du premier match, il prend un carton jaune à la 55e minute et les Baa-Baas Britanniques s'inclinent finalement 28 à 14 face aux Anglais. Il n'est pas sur la feuille de match pour la victoire des Baa-Baas 43 à 28 en Irlande.

## Palmarès

### En club
- Vainqueur du Challenge européen 2015-2016 avec le Montpellier HR
- Champion de France juniors Reichel en 2011 avec le Montpellier HR